# Лихачёва, Мария Александровна
Мария Александровна Лихачёва (27 февраля 1995, Москва) — российская лыжница, призёр чемпионата России. Мастер спорта России.

## Биография
На внутренних соревнованиях представляла город Москву и ФСО «Юность Москвы». В конце 2010-х годов перешла в команду Республики Коми.
Становилась призёром всероссийских юниорских соревнований.
Участница чемпионата мира среди молодёжи (до 23 лет) 2017 года в американском Парк-Сити, где заняла 28-е место в скиатлоне (15 км) и 38-е — в спринте.
На уровне чемпионата России завоевала бронзовую медаль в 2017 году в эстафете в составе сборной Москвы. Призёр чемпионата Центрального ФО, победительница «Тюменского лыжного марафона» (30 км, 2015).
Окончила Российский государственный университет физической культуры, спорта, молодежи и туризма.